# Liburnia albovittata
Liburnia albovittata är en insektsart som beskrevs av Matsumura 1931. Liburnia albovittata ingår i släktet Liburnia och familjen sporrstritar. Inga underarter finns listade i Catalogue of Life.